# Choreutis cunuligera
Choreutis cunuligera là một loài bướm đêm thuộc họ Choreutidae. Nó được tìm thấy ở Trung Quốc (Quý Châu, Chiết Giang) và Nhật Bản (Honsyu).
Sải cánh dài khoảng 12 mm đối với con đực và 11 mm đối với con cái.